# 伊林加區
伊林加區是坦桑尼亞的26行政區之一，位於該國南部，首府伊林加，北面是辛吉達區和多多馬區，西臨姆貝亞區，南接魯伍馬區和馬拉維，東面是莫羅戈羅區，面積58,936平方公里，其中陸地面積56,864平方公里，2002年人口1,495,333。

## 外部連結
- 2002 Iringa Region Homepage for the 2002 Tanzania National Census
- Tanzanian Government Directory Database

1. ↑  . ISO.   [2022-07-10]. （原始内容存档于2016-06-17）.